# Mateusz Legierski
Mateusz Legierski (ur. 23 lipca 1996 w Koniakowie) – polski zawodnik mieszanych sztuk walki (MMA). Były mistrz czesko-słowackiej organizacji Oktagon MMA w wadze lekkiej z 2020. W latach 2020–2023 zawodnik federacji KSW.

## Kariera MMA

### Wczesna kariera
W zawodowym MMA zadebiutował 22 września 2018 roku podczas gali PLMMA 76: MMA Cup 11 w Białymstoku. Zmierzył się z Kamilem Czyżewskim, którego pokonał w 2 rundzie przez techniczny nokaut.
Kolejną walkę stoczył ponad miesiąc później, gdzie podczas 9 edycji Gali Sportów Walki w Międzychodzie poddał duszeniem trójkątnym Konrada Furmanka.

### Początki w Oktagon MMA
W 2019 roku podpisał kontrakt z czesko-słowacką organizacją Oktagon MMA. W debiucie na Oktagon 11 pokonał Czecha Michala Konráda przez techniczny nokaut pod koniec 1 rundy.
8 czerwca 2019 roku na Oktagon 12: Végh vs. Zwicker w taki sam sposób zwyciężył nad kolejnym rywalem, którym był bardziej doświadczony Ronald Paradeiser.
9 listopada 2019 roku znokautował Jakuba Bahníka na Oktagon 15: Végh vs. Vémola.
W walce wieczoru gali Oktagon Prime 3 po niejednogłośnym zwycięstwie nad Miroslavem Štrbákem zdobył mistrzowski pas wagi lekkiej.

### KSW i Oktagon MMA
W maju 2020 roku ogłoszono, że Legierski podpisał kontrakt z największą europejską organizacją – Konfrontacją Sztuk Walki.
W pierwszym pojedynku dla polskiego giganta na KSW 56: Polska vs. Chorwacja doszło do jego walki z Francisco Barrio. Zwyciężył jednogłośną decyzją sędziów. Pojedynek odbył się w limicie umownym do 73 kg.
Na KSW 65: Khalidov vs. Soldić odniósł pierwszą zawodową porażkę, przegrywając przez techniczny nokaut po ciosach w parterze w drugiej rundzie z Romanem Szymańskim.
23 lipca 2022 podczas gali Oktagon 34 w Pradze zwyciężył poddając duszeniem zza pleców Czecha, Matouša Kohouta.

### Niedoszła walka dla Fabriq MMA i dalsze walki w Oktagon MMA
Oczekiwano, że Legierski kolejną walkę stoczy ze Słowakiem, Karolem Ryšavým 5 listopada 2022 podczas gali Fabriq MMA 1, która odbyła się w Trnawie. Ostatecznie Dynamit wypadł z tego zestawienia z powodu kontuzji, a nowym rywalem Ryšavýa został Czech, Vladimír Lengál.
20 maja 2023 na gali Oktagon 43 w stolicy Czech zmierzył się z numerem 7 rankingu, Czechem Matějem Kuzníkiem. Po kontroli zapaśniczo-parterowej zwyciężył jednogłośną decyzją sędziów, którzy wskazali dla niego zwycięstwo w stosunku 3 x 29-28.
Podczas gali Oktagon 47, która odbyła się 7 października 2023 w Bratysławie doszło do jego ostatecznej walki z Karolem Ryšavý. Zwyciężył jednogłośnie na punkty.
W grudniu 2023 ogłoszono, że Legierski weźmie udział w turnieju Tipsport Gamechanger 2 w wadze lekkiej. Pierwszy etap turniejowy stoczył 2 marca 2024 podczas gali Oktagon 54. Jego rywalem został były rywal Matouš Kohout. Ponownie poddał Czecha duszeniem zza pleców, jednak tym razem już w pierwszej odsłonie rundowej. Reprezentant Octagon Team Cieszyn awansował tym samym do ćwierćfinału turnieju wartego milion euro, w którym zawalczył z Akonnem Wanlissem. 8 czerwca 2024 na gali Oktagon 58 pokonał Anglika jednogłośnie na punkty, dzięki czemu przeszedł do półfinału turnieju.
W sierpniu 2024 czesko-słowacka organizacja umieściła Legierskiego w swoim rankingu najlepszych zawodników bez podziału na kategorie wagowe (P4P).
21 września 2024 w czeskim Brnie podczas Oktagon 61 zawalczył w półfinałowej walce z Losene Keitą. Legierski doznał pierwszej porażki pod sztandarem organizacji, przegrywając jednogłośną decyzją sędziów. 
Oczekiwano, że pod koniec grudnia 2024 roku, na gali Oktagon 65, stoczy walkę z byłym mistrzem organizacji Cage Warriors, Agy Sardarim. Ostatecznie na trzy dni przed galą poinformowano o kontuzji Legierskiego, która wykluczyła jego walkę. 

## Osiągnięcia

### Mieszane sztuki walki
- 2020: Mistrz Oktagon MMA w wadze lekkiej[2][3].
- 2024: Półfinalista turnieju Tipsport Gamechanger 2 w wadze lekkiej[27].

## Lista zawodowych walk w MMA
| Wynik     | Bilans | Przeciwnik (bilans przed walką) | Rozstrzygnięcie                      | Runda | Czas | Rozgrywki                                             | Data       | Miejsce    | Uwagi                                                                 |
| --------- | ------ | ------------------------------- | ------------------------------------ | ----- | ---- | ----------------------------------------------------- | ---------- | ---------- | --------------------------------------------------------------------- |
| Przegrana | 12-2   | Losene Keita (14-1)             | Decyzja (jednogłośna)                | 3     | 5:00 | Oktagon 61: Paradeiser vs. Duque                      | 21.09.2024 | Brno       | Walka półfinałowa turnieju Tipsport Gamechanger 2 w wadze lekkiej.    |
| Wygrana   | 12-1   | Akonne Wanliss (8-2)            | Decyzja (jednogłośna)                | 3     | 5:00 | Oktagon 58: Vémola vs. Végh 2                         | 08.06.2024 | Praga      | Walka ćwierćfinałowa turnieju Tipsport Gamechanger 2 w wadze lekkiej/ |
| Wygrana   | 11-1   | Matouš Kohout (9-6)             | Poddanie (duszenie zza pleców)       | 1     | 4:38 | Oktagon 54: Kincl vs. Wawrzyniak                      | 02.03.2024 | Ostrawa    | Walka eliminacyjna turnieju Tipsport Gamechanger 2 w wadze lekkiej.   |
| Wygrana   | 10-1   | Karol Ryšavý (12-5)             | Decyzja (jednogłośna)                | 3     | 5:00 | Oktagon 47: Česko vs. Slovensko                       | 07.10.2023 | Bratysława |                                                                       |
| Wygrana   | 9-1    | Matěj Kuzník (18-7)             | Decyzja (jednogłośna)                | 3     | 5:00 | Oktagon 43: Kincl vs. Vémola 2                        | 20.05.2023 | Praga      |                                                                       |
| Wygrana   | 8-1    | Matouš Kohout (7-4)             | Poddanie (duszenie zza pleców)       | 3     | 2:56 | Oktagon 34: Vémola vs. Ilić                           | 23.07.2022 | Praga      | Co-Main Event                                                         |
| Przegrana | 7-1    | Roman Szymański (14-6)          | TKO (ciosy pięściami w parterze)     | 2     | 4:47 | KSW 65: Khalidov vs. Soldić                           | 18.12.2021 | Gliwice    |                                                                       |
| Wygrana   | 7-0    | Francisco Barrio (7-1)          | Decyzja (większościowa)              | 3     | 5:00 | KSW 56: Polska vs. Chorwacja                          | 14.11.2020 | Łódź       | Debiut w KSW. Limit umowny -73 kg.                                    |
| Wygrana   | 6-0    | Miroslav Štrbák (18-9-1)        | Decyzja (niejednogłośna)             | 5     | 5:00 | Oktagon Prime 3: Štrbák vs. Legierski                 | 15.02.2020 | Šamorín    | Zdobył pas mistrzowski Oktagon MMA w wadze lekkiej. Main Event        |
| Wygrana   | 5-0    | Jakub Bahník (5-3)              | KO (cios pięścią)                    | 1     | 1:46 | Oktagon 15: Végh vs. Vémola                           | 09.11.2019 | Praga      |                                                                       |
| Wygrana   | 4-0    | Ronald Paradeiser (9-5)         | TKO (ciosy pięściami)                | 2     | 1:41 | Oktagon 12: Végh vs. Zwicker                          | 08.06.2019 | Bratysława |                                                                       |
| Wygrana   | 3-0    | Michal Konrád (5-5)             | TKO (ciosy pięściami)                | 1     | 4:47 | Oktagon 11: Kozma vs. Krištofič                       | 16.03.2019 | Ostrawa    | Debiut w Oktagon MMA.                                                 |
| Wygrana   | 2-0    | Konrad Furmanek (0-0)           | Poddanie (duszenie trójkątne nogami) | 1     | ?    | Gala Sportów Walki w Międzychodzie 9: Welcome to Hell | 27.10.2018 | Międzychód |                                                                       |
| Wygrana   | 1-0    | Kamil Czyżewski (0-0)           | TKO (ciosy pięściąmi)                | 2     | ?    | PLMMA 76: MMA Cup 11                                  | 22.09.2018 | Białystok  |                                                                       |